# USS Macdonough (DD-331)
Za druga plovila z istim imenom glejte USS Macdonough.
USS Macdonough (DD-331) je bil rušilec razreda Clemson v sestavi Vojne mornarice Združenih držav Amerike.
Rušilec je bil poimenovan po pomorskem častniku Thomasu MacDonoughu.

## Zgodovina
V skladu s Londonskim sporazumom o pomorski razorožitvi je bil rušilec 8. januarja 1930 izvzet iz aktivne službe in bil 20. decembra 1930 prodan kot staro železo.